# Oioceros
L'oiocero (gen. Oioceros) è un mammifero artiodattilo estinto, appartenente ai bovidi. Visse nel Miocene medio e superiore (circa 15 - 6 milioni di anni fa) e i suoi resti fossili sono stati ritrovati in Europa, in Africa e in Asia. 

## Descrizione
Questo animale era molto simile a un'attuale gazzella, e il suo peso doveva aggirarsi sui 10  - 15 chilogrammi. Il cranio era dotato di corna spiralate e di una dentatura con molari a corona relativamente bassa (brachidonte) o moderatamente alta (ipsodonte), a seconda delle specie. Le zampe, come le forme attuali, erano molto allungate.
Nel 1997 venne descritto un cranio quasi completo della specie meglio conosciuta, Oioceros rothii. Era piuttosto simile a quello di Samotragus praecursor, un'altra antilope del Miocene, dotata di un muso corto e di una scatola cranica relativamente lunga. Al contrario di Samotragus, però, Oioceros rothii possedeva una mascella dotata di una fila di premolari più lunga della fila di molari. Altre specie di Oioceros (ad esempio O. atropatenes) erano dotate di premolari in misura minore. Le orbite di Oioceros possedevano un tetto orbitale espanso, mentre le corna spiralate erano ritorte verso l'esterno, girate all'indietro e divergenti, con una sezione quasi circolare o ellittica e dotate di una carena anteriore, posteriore o in entrambe le direzioni. 

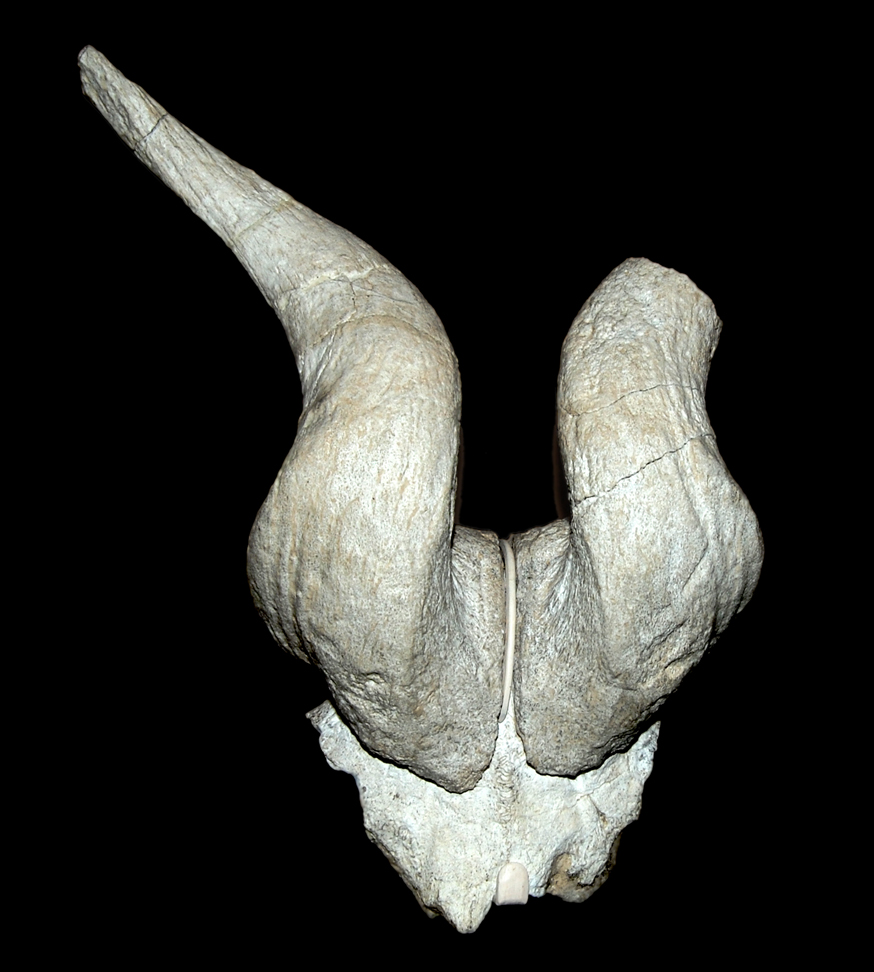
Corna di Oioceros

## Classificazione
Oioceros fa parte di una radiazione evolutiva di antilopi dalle corna spiralate che, nel corso del Turoliano, invasero la regione mediterranea, che in quel periodo era caratterizzata da un habitat di boschi aperti e praterie. La specie tipo è Oioceros rothii, i cui abbondanti resti fossili risalenti al Miocene superiore sono stati ritrovati in varie zone d'Europa e Asia (principalmente in Grecia, ma anche in Iran e in Turchia); in Iran è stata ritrovata anche la specie O. atropatenes. Numerose altre specie attribuite a questo genere sono state rinvenute in Asia, principalmente in Cina (Oioceros jiulongkouensis, O. noverca, O. robustus, O. stenocephalus). Queste specie risalgono al Miocene medio. La specie più antica (O. tanyceras) è stata ritrovata in Africa (Kenya), ma potrebbe non appartenere al genere Oioceros (Chen, 1988).
Oioceros rothii fu descritto per la prima volta nel 1857 da Wagner, sulla base di un esemplare ritrovato a Pikermi, in Grecia, sotto il nome di Antilope rothii. Nel 1902, Gaillard ridescrisse la specie, chiaramente non attribuibile al genere Antilope, sotto il nome Oioceros rothii.
Un'altra specie rinvenuta a Samo precedentemente attribuita a questo genere (O. wegneri) potrebbe rappresentare un genere a sé stante, a causa di un muso fortemente inclinato verso il basso, una scatola cranica corta e corna disposte quasi interamente dietro le orbite (Roussiakis, 1997).
Tra le altre forme simili diffuse nel Turoliano, si ricordano Prostrepsiceros, Ouzoceros, Nisidorcas e Samotragus.

## Paleobiologia
I denti di Oioceros indicano che questo animale, al contrario di altre forme simili, non poteva nutrirsi di una grande varietà di vegetali, e principalmente doveva fare affidamento su materiale tenero come foglie. Le lunghe zampe sottolineano come Oioceros fosse adattato alla corsa veloce e al salto; questa antilope abitava il sottobosco secco e le pianure aperte.